# اليوم العالمي دون تدخين
اليوم العالمي لمكافحة التبغ هو مناسبة عالمية يحتفل بها في 31 أيار من كل عام حيث أقرت الدول الأعضاء في منظمة الصحة العالمية اليوم العالمي لمكافحة التبغ في 1987. وهي المناسبة التي تسعى للفت النظر العالمي نحو الآثار السلبية والضارة للتبغ والتدخين وآثاره السيئة على الصحة العامة وتذكير الشعوب بالمخاطر التي يسببها التدخين سواء على حياة الأفراد أو على النواحي الاقتصادية للأسر والمجتمعات معا أو حتى على الثروات الحرجية والمحاصيل الزراعية التي تتعرض للحرائق بفعل لفافة تبغ يلقيها عابث ولتفعيل إجراءات المكافحة والسيطرة على هذا الوباء الخطير. يستهدف هذا اليوم تخفيض نسبة 5.4 ملايين حالة وفاة سنويا من جراء أمراض متعلقة بالتبغ والتدخين بشكل أو بآخر.
منذ 1988 قدمت منظمة الصحة العالمية أكثر من جائزة في اليوم العالمي لمكافحة التبغ إلى منظمات وأشخاص قدموا إسهامات استثنائية وفعالة لغرض مكافحة التبغ. في 31 أيار 2008 دعت المنظمة الدولية لحظر تام ونهائي على إعلانات السجائر، حيث قالت المنظمة إن الدراسات أثبتت أن هناك علاقة قوية بين إعلانات منتجات التبغ والسجائر وبين بداية التدخين.

## قائمة المواضيع السنوية
- 2018 - التدخين وأمراض القلب [5]
- 2017 - التبغ - تهديد للتنمية
- 2016 - استعد للتغليف العادي
- 2015 - وقف الاتجار غير المشروع بمنتجات التبغ
- 2014 - رفع الضرائب على التبغ
- 2013 - حظر الإعلان عن التبغ والترويج له ورعايته
- 2012 - تدخل صناعة التبغ
- 2011 - اتفاقية منظمة الصحة العالمية الإطارية بشأن مكافحة التبغ
- 2010 نوع الجنس والتبغ، مع التركيز على التسويق للمرأة
- 2009 تحذيرات التبغ الصحية
- 2008 شباب دون تدخين
- 2007 لبيئات خالية من التدخين
- 2006 التبغ: قاتل في أي شكل أو تمويه
- 2005 مهنيي الصحة لمكافحة التبغ
- 2004 التبغ والفقر، حلقة مفرغة
- 2003 السينما دون التبغ وأزياء دون التبغ
- 2002 رياضة خالية من التدخين
- 2001 التدخين السلبي يقتل
- 2000 التبغ يقتل، لا تنخدع
- 1999 تجاوز العلبة
- 1998 كبار دون تدخين
- 1997 الاتحاد من أجل عالم خال من التبغ
- 1996 الرياضة والفن دون التبغ: تحرر من التبغ
- 1995 التبغ مكلف أكثر مما تعتقد
- 1994 وسائل الإعلام والتبغ: توصيل الرسالة
- 1993 الخدمات الصحية: نوافذنا على العالم خال من التبغ
- 1992 أماكن العمل خالية من التبغ وهي أكثر أمنا وصحة
- 1991 الأماكن العامة والنقل: أفضل من دون تبغ
- 1990 الطفولة والشباب دون التبغ: يشبون دون التبغ
- 1989 المرأة وتعاطي التبغ: المرأة المدخنة، خطر إضافي
- 1988 التبغ أو الصحة: اختر الصحة

## تنسيق الحدث
تمثل منظمة الصحة العالمية المحور الرئيسي في التنسيق لأحداث اليوم العالمي لمكافحة التدخين حول العالم. حيث يقدم الموقع الإلكتروني للمنظمة مكانا للمجموعات من أجل تسجيل خططهم المتعلقة بأحداث اليوم العالمي لمكافحة التدخين. كما تقوم المنظمة بنشر هذه المعلومات، لكل بلد، على موقعها الإلكتروني، حيث يساعد التسجيل بتعزيز تبادل المعلومات والإطلاع بين المجموعات (محليا، وطنيا، وعالميا) بتأثيرات التبغ على الصحة العامة، فضلا عن كونها تمثل مجالا للأفراد المهتمين بإلقاء نظرة سريعة على معرفة الأحداث التي ستقام في منطقتهم.

## الجوائز
قدمت منظمة الصحة العالمية منذ عام 1988 جائزة أو أكثر للمنظمات أو الأفراد الذين قاموا بمساهمات استثنائية للتقليل من استهلاك التبغ. هذا وتمنح جوائز اليوم العالمي لمكافحة التدخين للأفراد من ست مناطق مختلفة في العالم (إفريقيا، الأمريكتين، الشرق الأوسط، أوروبا، آسيا الجنوبية والشرقية والمحيط الهادي الغربي)، بينما تمنح الجوائز الخاصة بالمدير العام وشهادات التقدير للأفراد من أي منطقة.

## الاحتفال العالمي
تشجع منظمة الصحة العالمية المجموعات حول العالم – من النوادي المحلية إلى مجالس المدينة إلى الحكومات الوطنية – على تنظيم الأحداث في كل عام في سبيل مساعدة المجتمعات على الاحتفال باليوم العالمي لمكافحة التدخين على طريقتهم الخاصة على المستوى المحلي. وقد تضمنت الأحداث السابقة حملات لكتابة الرسائل إلى المسؤولين الحكوميين والصحف المحلية والمسيرات والمناقشات العامة والحملات الإعلانية المحلية والوطنية والاجتماعات الناشطة ضد التبغ فضلا عن البرامج التثقيفية والمبادئ العامة.
بالإضافة إلى ذلك، تستخدم العديد من الحكومات اليوم العالمي لمكافحة التدخين كتاريخ للبدء بتطبيق محظورات جديدة على التدخين ومحاولات السيطرة على التبغ. على سبيل المثال، في اليوم الحادي والثلاثين من شهر أيار \ مايو من عام 2008، دخل قسم من قانون تحرير أونتاريو من الدخان حيز التنفيذ وتم حظر التبغ حيث ستصبح المتاجر وجميع المستشفيات والمراكز الحكومية في أستراليا خالية من الدخان في الحادي والثلاثين من شهر أيار \ مايو في عام 2010.

## المقاومة
بالنسبة للبعض، لا يعتبر اليوم العالمي لمكافحة التدخين أكثر من كونه «محاولة تافهة للجم التدخين» تأثيرها صغير أو يكاد يكون معدوما أماكن مثل الاتحاد السوفييتي والهند والصين. أما بالنسبة للبعض الآخر، فإن هذا اليوم يرى بوصفه تحد لحرية الأفراد بالاختيار أو حتى أنه أسلوب مميز مقبول ثقافيا. من تجاهل اليوم العالمي لمكافحة التدخين إلى المشاركة في الاحتجاجات أو تظاهرات التحدي، إلى إطلاق المزيد من الإعلانات والأحداث المروجة للتبغ في هذا اليوم، فقد وجد المدخنون ومزارعو التبغ وصناعة التبغ أيضا طرقا لإسماع آرائهم في ذلك اليوم.

### استجابة المدخن
لم يكن هناك من جهد مستمر أو واسع النطاق لتنظيم أحداث مناهضة لليوم من جهة المدخنين. ولكن هناك جماعات ناشطة من قبل المدافعين عن حقوق المدخنين ممن يرون اليوم كيوم جائر يعولهم ويتحدى حقوقهم. هذا وتفند منظمة الصحة العالمية قائمة بأسماء هذه المنظمات على.موقعها الإلكتروني
وقد أنشأت بعض المجموعات الصغيرة أحداثا محلية موالية للتدخين. على سبيل المثال، قامت مجلة المعلق أوريغون وهي مجلة للرأي محافظة مستقلة تنشر في جامعة أوريغون، باستضافة حدث «الأميركي العظيم المدخن» في حرم الجامعة لمعاكسة يوم الأميركي العظيم غير المدخن الأكثر انتشارا: «استجابة للذم الذي لم يسبق له مثيل للمدخنين في حرم الجامعة، يقدم حدث الأميركي العظيم غير المدخن بوصفه فرصة للطلاب بالاتحاد سوية والاستمتاع بلذة منتجات التبغ الفاخرة.»  وبشكل مشابه، فقد نظمت مجموعة «حرية الأميركيين في الاختيار» في هونولولو، هاواي، نظمت «يوم التحدي العالمي» استجابة لليوم العالمي لمكافحة التدخين ومنع هاواي للتدخين في جميع المطاعم في البلاد.

### استجابة الصناعة
منذ القدم وشركات التبغ تؤيد مبادرات توفر للمدخنين موارداً تساعدهم على ترك التدخين. على سبيل المثال، فيليب موريس من أميركا يشغل موقعاً إلكترونياً Quit Assist” ” يعمل كدليل لأولئك الذين قرروا ترك التدخين. الاعتراف بحقيقة أن الإقلاع عن التدخين هو أمر ممكن يضع السلطة مرة أخرى في يد الأفراد وبالتالي يخفف من مسؤوليات شركات التبغ. إضافة إلى ذلك، إن الدعوة للإقلاع عن التدخين بإمكانها السماح لشركات لمتابعة الدعوة للترويج لأنواع بديلة للدخان في حين أن الإقلاع عن التدخين سيوقف العمل في هذا المجال كلية.
لم تتلقى الأيام العالمية لمكافحة التدخين رداً إيجابياً من شركات التبغ. على سبيل المثال، كان هناك مذكرة متاحة للعموم عبر موقع www.tobaccoarchives.com تم إرسالها إلى المدراء التنفيذيين لشركة ار.جي.رينولدز لإنتاج التبغ أثناء التحضير للاحتفال بالذكرى السنوية الثالثة لليوم العالمي لمكافحة التدخين والذي كان شعاره لذلك العام «طفولة وشباب بلا تدخين». تحتوي المذكرة تحذيراً عن اليوم المرتقب. هذا التحذير عبارة عن وثيقة تشرح الحجج المتوقعة من قبل منظمة الصحة العالمية. كما يتضمن شرحاً عن كيف أن الشركة بإمكانها أن تستجيب لتلك التصريحات. مثال على ذلك، وكرد على الحجة المقدمة بأن إعلاناتهم تستهدف الأطفال، أجابت الشركة بأن إعلاناتهم مقدمة من قبل أناس بالغين وتستهدف البالغين كذلك كما أن تلك الإعلانات تنقصها قوة التأثير بالناس فيما يخص قرارهم في الشراء. في أوغندا، وحيث أن «يوم عالم بلا تدخين» هو اليوم الوحيد الذي تجبر فيه وسائل الإعلام على نشر قضايا تخص موضوع السيطرة على التبغ، شركة التبغ البريطانية الأميركية تستخدم مساء ذلك اليوم في إدارة مكافحة الدعاية. في عام 2001، تضمنت استراتيجيتهم عدة فعاليات مثل زيارة مع رئيس الرابطة الدولية لمزارعي التبغ.
وخلافاً لصناعة التبغ، فإن بعض شركات الأدوية الكبرى تدعم علناً اليوم العالمي لمكافحة التدخين. على سبيل المثال، شركة فايزر كانت راعية كبيرة لعدة فعاليات أقيمت في الإمارات العربية المتحدة خلال الاحتفال باليوم العالمي لمكافحة التدخين عام 2008. في ذلك الوقت، كانت بي فيزر تقوم بالتحضيرات لإطلاق دوائها شامبيكس (الفارينيكلين) في سوق الشرق الأوسط. وكان الدواء «مصمماً لتنشيط مستقبلات النيكوتين للحد من شدة توق المدخن للتبغ وكذلك من أعراض انسحاب النيكوتين من الجسم.» 

### استجابة المزارع
إن العديد من مزارعي التبغ يشعرون بأن الجهود المبذولة من قبل منظمات كمنظمة الصحة العالمية تعرض حقوقهم للخطر. على سبيل المثال، تجادل الرابطة العالمية لمزارعي التبغ (ITGA) بأن المزارعين الفقراء في أفريقيا ربما سيعانون من العواقب المترتبة من نجاح الحركات المعارضة للتدخين في حال نجحت تلك الحركات. كما أنهم يجادلون بأنه من الممكن لتلك الجهود أن تسبب مشاكل لمصنعي التبغ وبالتالي ستكون بمثابة هجوم على الصناعة لذا ستؤذي المزارعين.

## وصلات خارجية
- موقع لليوم العالمي لمكافحة التبغ
- اليوم العالمي لمكافحة التبغ من منظمة الصحة العالمية